# Primera División (Argentinien) 1972
Die Primera División 1972 war die 42. Spielzeit der argentinischen Fußball-Liga Primera División. Diese wurde untergliedert in zwei Halbjahresmeisterschaften, die jeweils einen argentinischen Meister hervorbrachten. In der ersten Jahreshälfte fand das Torneo Metropolitano statt, die zweite Jahreshälfte wurde im Torneo Nacional ausgespielt. Dieser Modus wurde bis ins Jahr 1985 beibehalten, ehe man sich der Spielweise in Europa anpasste und nicht mehr im Kalenderjahr, sondern von Sommer zu Sommer spielte.

## Torneo Metropolitano
Das Torneo Metropolitano wurde mit achtzehn Teilnehmern ausgespielt, die im Ligasystem je zweimal gegeneinander spielten. Es begann am 25. Februar und endete am 1. Oktober 1972.
Am Ende des Torneo Metropolitano konnte sich CA San Lorenzo durchsetzen und wurde zum sechsten Mal in der Vereinsgeschichte argentinischer Fußballmeister.

### Tabelle
| Pl. | Verein                  | Sp. | S  | U  | N  | Tore    | Diff. | Punkte |
| --- | ----------------------- | --- | -- | -- | -- | ------- | ----- | ------ |
| 1.  | CA San Lorenzo          | 34  | 18 | 13 | 3  | 059:330 | +26   | 49     |
| 2.  | Racing Club             | 34  | 14 | 15 | 5  | 056:440 | +12   | 43     |
| 3.  | CA Huracán              | 34  | 14 | 12 | 8  | 066:490 | +17   | 40     |
| 4.  | River Plate             | 34  | 15 | 10 | 9  | 064:520 | +12   | 40     |
| 5.  | Vélez Sársfield         | 34  | 14 | 11 | 9  | 059:500 | +9    | 39     |
| 6.  | Rosario Central         | 34  | 14 | 10 | 10 | 051:390 | +12   | 38     |
| 7.  | Newell’s Old Boys       | 34  | 13 | 12 | 9  | 049:490 | ±0    | 38     |
| 8.  | Chacarita Juniors       | 34  | 13 | 11 | 10 | 046:410 | +5    | 37     |
| 9.  | Boca Juniors            | 34  | 12 | 12 | 10 | 056:440 | +12   | 36     |
| 10. | CA Colón                | 34  | 14 | 8  | 12 | 051:520 | −1    | 36     |
| 11. | CA Independiente (M)    | 34  | 12 | 11 | 11 | 047:480 | −1    | 35     |
| 12. | Argentinos Juniors      | 34  | 10 | 14 | 10 | 052:370 | +15   | 34     |
| 13. | Estudiantes de La Plata | 34  | 14 | 5  | 15 | 040:520 | −12   | 33     |
| 14. | Club Atlético Atlanta   | 34  | 12 | 7  | 15 | 043:540 | −11   | 31     |
| 15. | Gimnasia y Esgrima LP   | 34  | 8  | 10 | 16 | 040:550 | −15   | 26     |
| 16. | Ferro Carril Oeste      | 34  | 6  | 12 | 16 | 039:550 | −16   | 24     |
| 17. | CA Banfield             | 34  | 7  | 7  | 20 | 025:530 | −28   | 21     |
| 18. | CA Lanús                | 34  | 3  | 6  | 25 | 035:710 | −36   | 12     |

| (M) | Vorjahres-Meister Metropolitano |

### Meistermannschaft
| CA San Lorenzo de Almagro | |
|                           | Rubén Ayala, Enrique Chazarreta, Victorio Cocco, Roberto D’Alessandro, Roberto Espósito, Luciano Figueroa, Rodolfo Fischer, Rubén Glaria, Ramón Heredia, Juan José Irigoyen, Agustín Irusta, Jorge Olguín, Oscar Ortiz, Héctor Pitarch, Ricardo Rezza, Antonio Rosl, Horacio Salinas, José Sanfilippo, Héctor Scotta, Roberto Telch, Carlos Veglio, Héctor Veira, Néstor Verderi, Pedro Villalba, Sergio Villar Trainer: Juan Carlos Lorenzo |

### Torschützenliste
| Pl. | Nat.        | Spieler         | Verein          | Tore |
| --- | ----------- | --------------- | --------------- | ---- |
| 1   | Argentinien | Miguel Brindisi | CA Huracán      | 21   |
| 2   | Argentinien | Roque Avallay   | CA Huracán      | 17   |
| 3   | Argentinien | Carlos Bianchi  | Vélez Sársfield | 16   |
| 3   | Argentinien | Hugo Curioni    | Boca Juniors    | 16   |
| 5   | Argentinien | Rubén Ayala     | CA San Lorenzo  | 15   |

## Torneo Nacional
Das Torneo Nacional war die zweite Halbjahresmeisterschaft. Es begann am 13. Oktober und endete am 30. Dezember 1972. Zunächst wurden zwei Gruppen gebildet, deren beide bestplatzierte Mannschaften sich in zwei Halbfinalspielen trafen. Aus diesen Semifinals wurden die beiden Finalteilnehmer ermittelt. Diese waren im Jahr 1972 CA San Lorenzo de Almagro, das bereits einige Monate zuvor das Torneo Metropolitano gewonnen hatte, und CA River Plate. San Lorenzo konnte sich letztlich im Endspiel mit 1:0 durchsetzen und zum siebten Mal in der Vereinsgeschichte den argentinischen Meistertitel gewinnen. Bis heute ist San Lorenzo der einzige Verein, der in einem Jahr zweimal argentinischer Fußballmeister wurde.

### Gruppenphase

#### Gruppe A
| Pl. | Verein                    | Sp. | S  | U | N  | Tore    | Diff. | Punkte |
| --- | ------------------------- | --- | -- | - | -- | ------- | ----- | ------ |
| 1.  | CA San Lorenzo            | 13  | 10 | 3 | 0  | 029:600 | +23   | 23     |
| 2.  | River Plate               | 13  | 10 | 2 | 1  | 050:230 | +27   | 22     |
| 3.  | Vélez Sársfield           | 13  | 8  | 2 | 3  | 031:190 | +12   | 18     |
| 4.  | AC San Martín             | 13  | 7  | 3 | 3  | 027:210 | +6    | 17     |
| 5.  | Club Atlético Atlanta     | 13  | 6  | 4 | 3  | 031:150 | +16   | 16     |
| 6.  | Rosario Central (M)       | 13  | 5  | 4 | 4  | 028:180 | +10   | 14     |
| 7.  | CA Independiente          | 13  | 4  | 5 | 4  | 024:200 | +4    | 13     |
| 8.  | San Lorenzo Mar del Plata | 13  | 5  | 2 | 6  | 024:280 | −4    | 12     |
| 9.  | CA Lanús                  | 13  | 3  | 5 | 5  | 017:230 | −6    | 11     |
| 10. | Gimnasia y Esgrima LP     | 13  | 3  | 3 | 7  | 013:240 | −11   | 09     |
| 11. | CA San Martín de Tucumán  | 13  | 2  | 2 | 9  | 010:250 | −15   | 06     |
| 12. | CA Bartolomé Mitre        | 13  | 1  | 2 | 10 | 011:360 | −25   | 04     |
| 13. | Independiente de Trelew   | 13  | 0  | 3 | 10 | 010:460 | −36   | 03     |

| (M) | Vorjahres-Meister Nacional |

#### Gruppe B
| Pl. | Verein                     | Sp. | S  | U | N  | Tore    | Diff. | Punkte |
| --- | -------------------------- | --- | -- | - | -- | ------- | ----- | ------ |
| 1.  | Boca Juniors               | 13  | 10 | 2 | 1  | 031:150 | +16   | 22     |
| 2.  | CA Colón                   | 13  | 8  | 2 | 3  | 021:160 | +5    | 18     |
| 3.  | Argentinos Juniors         | 13  | 7  | 3 | 3  | 026:160 | +10   | 17     |
| 4.  | CA Huracán                 | 13  | 6  | 4 | 3  | 026:200 | +6    | 16     |
| 5.  | Racing Club                | 13  | 6  | 1 | 6  | 020:180 | +2    | 13     |
| 6.  | CA Belgrano                | 13  | 4  | 5 | 4  | 019:180 | +1    | 13     |
| 7.  | CA Banfield                | 13  | 5  | 3 | 5  | 023:270 | −4    | 13     |
| 8.  | Ferro Carril Oeste         | 13  | 4  | 4 | 5  | 020:200 | ±0    | 12     |
| 9.  | CS Desamparados            | 13  | 4  | 4 | 5  | 015:250 | −10   | 12     |
| 10. | Chacarita Juniors          | 13  | 3  | 5 | 5  | 019:180 | +1    | 11     |
| 11. | Gimnasia y Esgrima Mendoza | 13  | 2  | 6 | 5  | 018:230 | −5    | 10     |
| 12. | Estudiantes de La Plata    | 13  | 2  | 4 | 7  | 012:250 | −13   | 08     |
| 13. | Newell’s Old Boys          | 13  | 2  | 1 | 10 | 018:280 | −10   | 05     |

### Halbfinale
|                | Ergebnis |             |
| -------------- | -------- | ----------- |
| CA San Lorenzo | -:-      | -           |
| Boca Juniors   | 2:3      | River Plate |

### Finale
|                | Ergebnis |             |
| -------------- | -------- | ----------- |
| CA San Lorenzo | 1:0      | River Plate |

### Meistermannschaft
| CA San Lorenzo de Almagro | |
|                           | Rubén Ayala, Raúl Chaparro, Enrique Chazarreta, Victorio Cocco, Roberto D’Alessandro, Roberto Espósito, Luciano Figueroa, Abel Fontana, Antonio García Ameijenda, Rubén Glaria, Ramón Heredia, Juan José Irigoyen, Agustín Irusta, Ricardo Maletti, Jorge Olguín, Oscar Ortiz, Juan Carlos Piris, Héctor Pitarch, Ricardo Rezza, Antonio Rosl, Horacio Salinas, José Sanfilippo, Héctor Scotta, Roberto Telch, Carlos Veglio, Héctor Veira, Sergio Villar Trainer: Juan Carlos Lorenzo |

### Torschützenliste
| Pl. | Nat.        | Spieler        | Verein          | Tore |
| --- | ----------- | -------------- | --------------- | ---- |
| 1   | Argentinien | Carlos Morete  | River Plate     | 14   |
| 2   | Argentinien | Oscar Más      | River Plate     | 13   |
| 3   | Argentinien | Hugo Curioni   | Boca Juniors    | 12   |
| 3   | Argentinien | Carlos Guerini | CA Belgrano     | 12   |
| 5   | Argentinien | Juan Barroso   | AC San Martín   | 11   |
| 5   | Argentinien | Carlos Bianchi | Vélez Sársfield | 12   |
| 5   | Argentinien | Juan Taverna   | CA Banfield     | 11   |